# BMPR1B
BMPR1B (англ. Bone morphogenetic protein receptor type 1B) – білок, який кодується однойменним геном, розташованим у людей на короткому плечі 4-ї хромосоми.  Довжина поліпептидного ланцюга білка становить 502 амінокислот, а молекулярна маса — 56 930.
| 10         |  | 20         |  | 30         |  | 40         |  | 50         |
| ---------- |  | ---------- |  | ---------- |  | ---------- |  | ---------- |
| MLLRSAGKLN |  | VGTKKEDGES |  | TAPTPRPKVL |  | RCKCHHHCPE |  | DSVNNICSTD |
| GYCFTMIEED |  | DSGLPVVTSG |  | CLGLEGSDFQ |  | CRDTPIPHQR |  | RSIECCTERN |
| ECNKDLHPTL |  | PPLKNRDFVD |  | GPIHHRALLI |  | SVTVCSLLLV |  | LIILFCYFRY |
| KRQETRPRYS |  | IGLEQDETYI |  | PPGESLRDLI |  | EQSQSSGSGS |  | GLPLLVQRTI |
| AKQIQMVKQI |  | GKGRYGEVWM |  | GKWRGEKVAV |  | KVFFTTEEAS |  | WFRETEIYQT |
| VLMRHENILG |  | FIAADIKGTG |  | SWTQLYLITD |  | YHENGSLYDY |  | LKSTTLDAKS |
| MLKLAYSSVS |  | GLCHLHTEIF |  | STQGKPAIAH |  | RDLKSKNILV |  | KKNGTCCIAD |
| LGLAVKFISD |  | TNEVDIPPNT |  | RVGTKRYMPP |  | EVLDESLNRN |  | HFQSYIMADM |
| YSFGLILWEV |  | ARRCVSGGIV |  | EEYQLPYHDL |  | VPSDPSYEDM |  | REIVCIKKLR |
| PSFPNRWSSD |  | ECLRQMGKLM |  | TECWAHNPAS |  | RLTALRVKKT |  | LAKMSESQDI |
| KL         |  |            |  |            |  |            |  |            |

A: Аланін

C: Цистеїн

D: Аспарагінова кислота

E: Глутамінова кислота

F: Фенілаланін

G: Гліцин

H: Гістидин

I: Ізолейцин

K: Лізин

L: Лейцин

M: Метіонін

N: Аспарагін

P: Пролін

Q: Глутамін

R: Аргінін

S: Серин

T: Треонін

V: Валін

W: Триптофан

Кодований геном білок за функціями належить до трансфераз, кіназ, серин/треонінових протеїнкіназ, рецепторів. 
Задіяний у таких біологічних процесах як поліморфізм, альтернативний сплайсинг. 
Білок має сайт для зв'язування з АТФ, нуклеотидами, іонами металів, іоном магнію, іоном марганцю. 
Локалізований у клітинній мембрані, мембрані.